# Rallye Monte-Carlo 1979
Le Rallye Monte-Carlo 1979 (47e Rallye Monte-Carlo), disputé du 20 au 26 janvier 1979, est la soixante-quatrième manche du championnat du monde des rallyes (WRC) courue depuis 1973, et la première manche du championnat du monde des rallyes 1979.

## Contexte avant la course

### Le championnat du monde

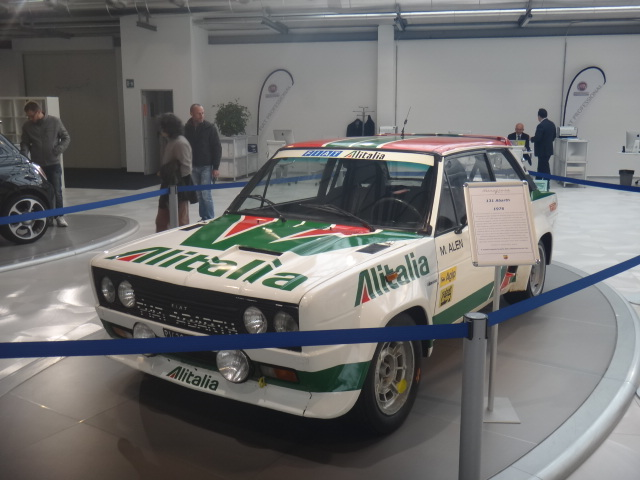
La Fiat 131 Abarth, championne du monde en 1977 et 1978.

Créé en 1973 sur les bases du précédent championnat international des marques (en vigueur de 1970 à 1972), le championnat du monde des rallyes s'appuie sur les plus célèbres épreuves routières internationales, comme le Rallye Monte-Carlo, le Safari ou le RAC Rally. Jusqu'en 1978, son palmarès se limitait aux seuls constructeurs, mais pour la saison 1979 la FIA a également introduit un championnat des pilotes, remplaçant l’éphémère Coupe des conducteurs. Le calendrier 1979 comprend douze manches (dont huit européennes), réservées aux voitures des catégories suivantes :
- Groupe 1 : voitures de tourisme de série
- Groupe 2 : voitures de tourisme spéciales
- Groupe 3 : voitures de grand tourisme de série
- Groupe 4 : voitures de grand tourisme spéciales

Seul grand constructeur régulièrement engagé en 1978, Fiat a largement dominé le précédent championnat avec ses 131 Abarth, obtenant un second titre consécutif face à Ford qui avait alors nettement réduit son programme sportif. Pour cette nouvelle saison, l'affrontement entre ces deux marques sera nettement plus important, chacune ayant pour objectifs les titres constructeurs et pilotes. Ford s’appuiera encore sur son Escort RS en groupe 4, mais a également développé une Ford Fiesta groupe 2 qui sera opposée à la nouvelle Fiat Ritmo dans cette catégorie.

### L'épreuve

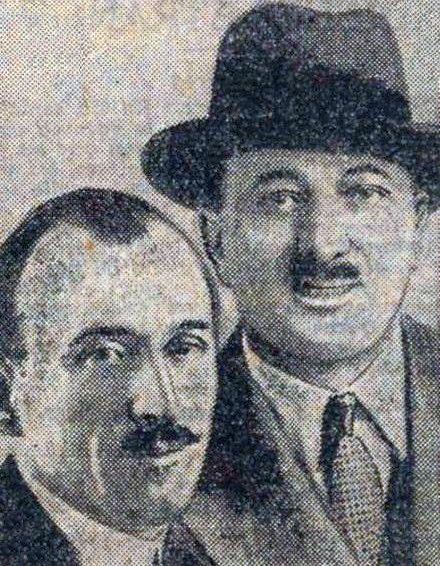
René Léon et Antony Noghès, les pères du Rallye Monte-Carlo.

Créé en 1911 par Antony Noghès et René Léon, le Rallye Monte-Carlo est l'une des plus anciennes épreuves routières. Tout d'abord manifestation touristique, ce rendez-vous hivernal a rapidement atteint le rang d'événement sportif. Jusqu’au début des années 60, son classement était basé sur la régularité des concurrents, l'équipage vainqueur étant celui ayant au mieux respecté les horaires de référence, le niveau de difficulté étant avant tout lié aux conditions climatiques rencontrées sur le parcours. Les organisateurs imposèrent par la suite des moyennes plus élevées afin de rendre leur épreuve plus sélective, avant d'introduire en 1968 le classement 'scratch', basé sur les résultats des secteurs chronométrés. Ce rallye reste le seul du championnat à proposer plusieurs choix de ville de départ pour la première étape, les concurrents se regroupant tous au terme de ce parcours de concentration (non sélectif), avant d'aborder les étapes de classement. La réputation du Rallye Monte-Carlo tient de la difficulté de son parcours sinueux où les pilotes doivent faire face à de continuelles variations d'adhérence, entre portions sèches, humides, enneigées ou verglacées. L’édition 1978, particulièrement enneigée, a permis à Jean-Pierre Nicolas de faire triompher sa Porsche privée face aux meilleures équipes d'usine.

## Le parcours
- départ : 20 janvier 1979 (choix entre neuf villes de départ)
- arrivée : 26 janvier 1979 à Monaco
- remise des prix : 27 janvier 1979 à Monaco
- distance : de 4680 km à 5039 km (selon ville de départ), dont 600 km sur 29 épreuves spéciales (30 épreuves initialement prévues, pour un total de 619 km chronométrés)
- surface : asphalte (conditions hivernales)
- Parcours divisé en quatre étapes : parcours de concentration, parcours de classement, parcours commun et parcours final[3]

### Parcours de concentration
- neuf parcours possibles, de 2171 à 2530 km, du 20 au 21 janvier[4] :

1. Itinéraire d'Almería (2319 km) : Almería - Linares - Tolède - Medinaceli - Saragosse - Andorre-la-Vieille - Perpignan - Montpellier - Bagnols-sur-Cèze - Vals-les-Bains
2. Itinéraire de Copenhague (2354 km) : Copenhague - Puttgarden - Hanovre - Kaiserslautern - Strasbourg - Saint-Dié - Lons-le-Saunier - Givors - Saint-Péray - Vals-les-Bains
3. Itinéraire de Francfort (2262 km) : Francfort - Schweinfurt - Munich - Innsbruck - Trente - Crémone - Plaisance - Bobbio - Menton - Monaco - Gap - Vals-les-Bains
4. Itinéraire de Lausanne (2171 km) : Lausanne - Annemasse - Saint-Gervais - Annecy - Bourg-en-Bresse - Orgelet - Baume-les-Dames - Belfort - Troyes - Chatillon-sur-Seine - Digoin - Vichy - Ambert - Vals-les-Bains
5. Itinéraire de Londres (2276 km) : Londres - Douvres - Calais - Rouen - Le Mans - Angers - Tours - Châteauroux - Chatillon-sur-Seine - Digoin - Vichy - Ambert - Vals-les-Bains
6. Itinéraire de Monte-Carlo (2260 km) : Monte-Carlo - Digne - Gap - Grenoble - Annecy - Bourg-en-Bresse - Orgelet - Baume-les-Dames - Belfort - Troyes - Chatillon-sur-Seine - Digoin - Vichy - Ambert - Vals-les-Bains
7. Itinéraire de Paris (2207 km) : Paris - Nanterre - Amiens - Rouen - Le Mans - Angers - Tours - Châteauroux - Chatillon-sur-Seine - Digoin - Vichy - Ambert - Vals-les-Bains
8. Itinéraire de Rome (2297 km) : Rome - Rieti - Fano - Saint-Marin - Bologne - Padoue - Trente - Campione - Crémone - Plaisance - Bobbio - Menton - Monaco - Gap - Vals-les-Bains
9. Itinéraire de Varsovie (2530 km) : Varsovie - Wrocław - Pilsen - Amberg - Stuttgart - Kehl - Strasbourg - Saint-Dié - Lons-le-Saunier - Givors - Saint-Péray - Vals-les-Bains

- Note : dix itinéraires étaient initialement prévus, mais celui de Lisbonne a été annulé.

### Parcours de classement
- Vals-les-Bains - Loriol - Serres - Sisteron - Puget-Théniers - Monaco, 587 km, le 22 janvier
- 5 épreuves spéciales, 132 km

### Parcours commun
- Monaco - Gap - Villard-de-Lans - Digne - Monaco, 1302 km, du 23 au 24 janvier
- 14 épreuves spéciales, 295 km (15 épreuves initialement prévues, pour un total de 314 km)

### Parcours final
- Monaco - Saint-Martin-Vésubie - Monaco (2 boucles), 650 km, du 25 au 26 janvier
- 10 épreuves spéciales, 173 km

## Les forces en présence
- Fiat

L'équipe championne du monde aligne deux 131 Abarth groupe 4 pour Markku Alén et Walter Röhrl. De conception classique, ces voitures d'environ une tonne sont animées par un moteur deux litres seize soupapes à injection Kugelfischer développant 225 chevaux à 7200 tr/min. Le constructeur est également présent en groupe 2 avec deux exemplaires de sa nouvelle Ritmo (840 kg, traction, 1500 cm3, 165 chevaux à 7600 tr/min) confiés à Per Eklund et Attilio Bettega, un modèle étrenné avec succès lors du dernier Tour d'Italie grâce à Riccardo Patrese, cinquième au classement général et vainqueur de sa catégorie. L'usine est épaulée par Fiat France qui a préparé deux 131 Abarth groupe 4 pour Jean-Claude Andruet et Michèle Mouton, et par l'écurie espagnole Real A. Catalunya qui aligne une voiture identique pour Salvador Servià. Toutes ces équipes utilisent des pneus Pirelli.
- Ford

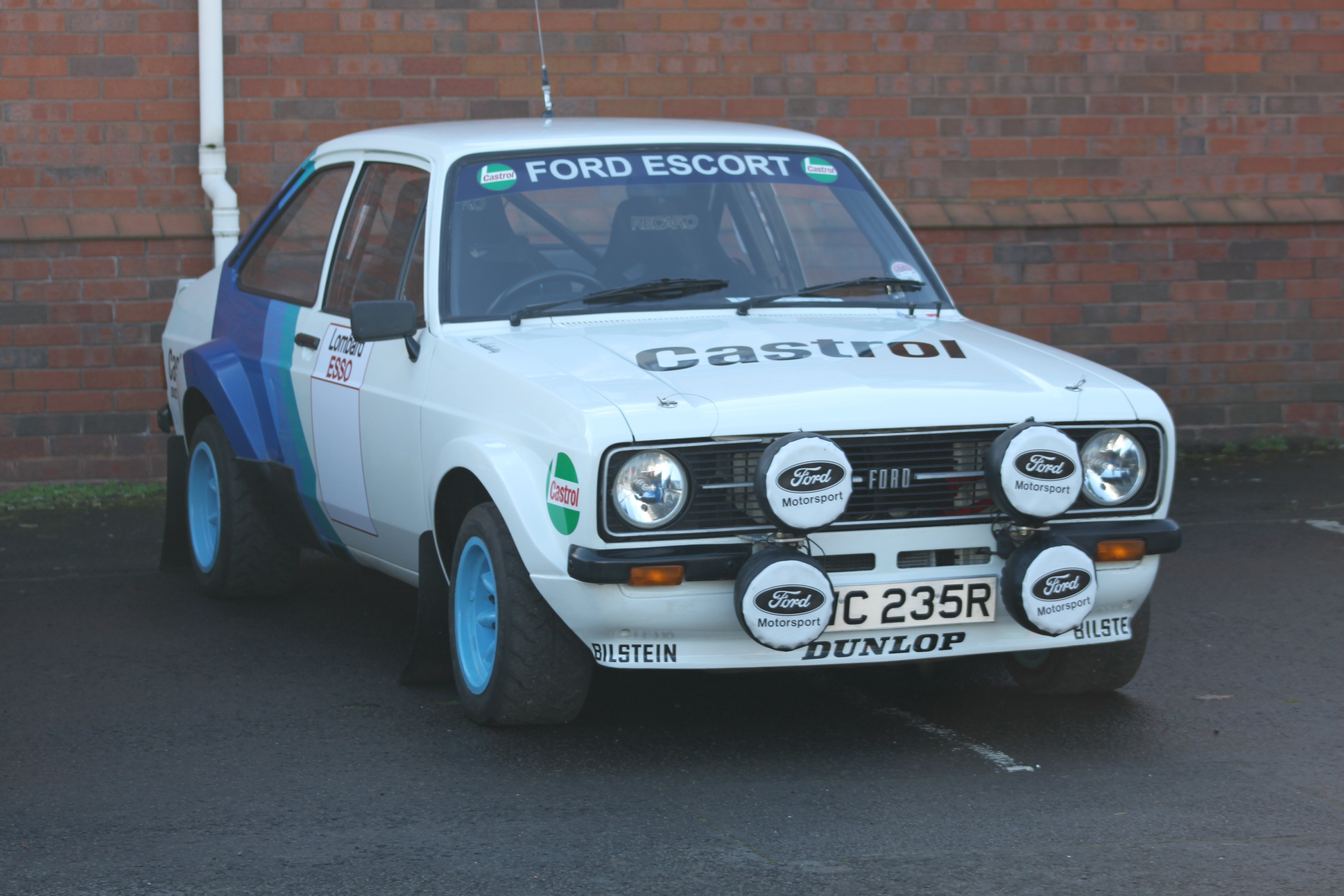
Les Escort RS1800 seront régulièrement engagées par Ford cette saison.

Tout comme son adversaire Fiat, Ford engage officiellement deux équipages en groupe 4 et deux en groupe 2. Björn Waldegård et Hannu Mikkola disposent de leurs habituelles Escort RS1800 groupe 4 (1000 kg, moteur deux litres seize soupapes à injection, 265 chevaux à 8500 tr/min), tandis que dans la catégorie inférieures les Fiesta (775 kg, traction, 1600 cm3, 155 chevaux à 7500 tr/min) font leurs débuts aux mains de Roger Clark et Ari Vatanen. Ces voitures sont équipées de pneus Dunlop, tout comme l'Escort RS1800 privée de Tony Carello. La marque est très largement représentée en groupe 1 grâce à de nombreux pilotes indépendants, dont le Luxembourgeois Alain Beauchef, un des favoris dans cette catégorie.
- Lancia

La Scuderia Lancia s'est retirée officiellement de la compétition routière mais la marque fait néanmoins partie des favorites de l'épreuve avec notamment la participation de la Stratos HF groupe 4 de l'importateur français André Chardonnet, aux mains de Bernard Darniche, et celle du Jolly Club confiée à Fulvio Bacchelli. Pesant environ 950 kg, les Stratos sont équipées d'un moteur V6 12 soupapes de 2400 cm3 monté en position centrale arrière, alimenté par trois carburateurs double-corps et délivrant près de 280 chevaux à 7600 tr/min. Contrairement à Bacchelli équipé de pneus Pirelli, Darniche utilisera des Michelin.
- Opel

L'Opel Kadett GT/E est très prisée des pilotes amateurs, aussi la marque allemande est-elle largement représentée dans les groupes 1 et 2. Parmi les équipages les plus en vue, on note la Kadett groupe 2 (180 chevaux) semi-officielle engagée par le Dealer Team Holland pour Anders Kulläng, un des favoris dans cette catégorie. Engagé par BP France sur une Kadett de 135 chevaux, Jean-Louis Clarr est un des favoris du groupe 1.
- Porsche

La marque de Stuttgart ne participe pas officiellement mais apporte tout de même un soutien à Jean-Pierre Nicolas (engagé comme l'année précédente sur une Carrera 3.0 groupe 4 préparée par les frères Alméras), lui fournissant moteur et boîte de vitesses, ainsi que du matériel d'assistance. Pesant environ une tonne et disposant d'un peu plus de 250 chevaux, cette voiture est équipée de pneus Michelin. Jacques Alméras dispose également d'une Carrera groupe 4. De nombreux pilotes amateurs courent sur des Porsche groupe 3, notamment Gérard Swaton (Carrera RS, vainqueur de sa catégorie en 1978. Dans l'attente de l'homologation de la 924 turbo, l'ingénieur-pilote Jürgen Barth a engagé sa 924 groupe 4 personnelle.
- Renault

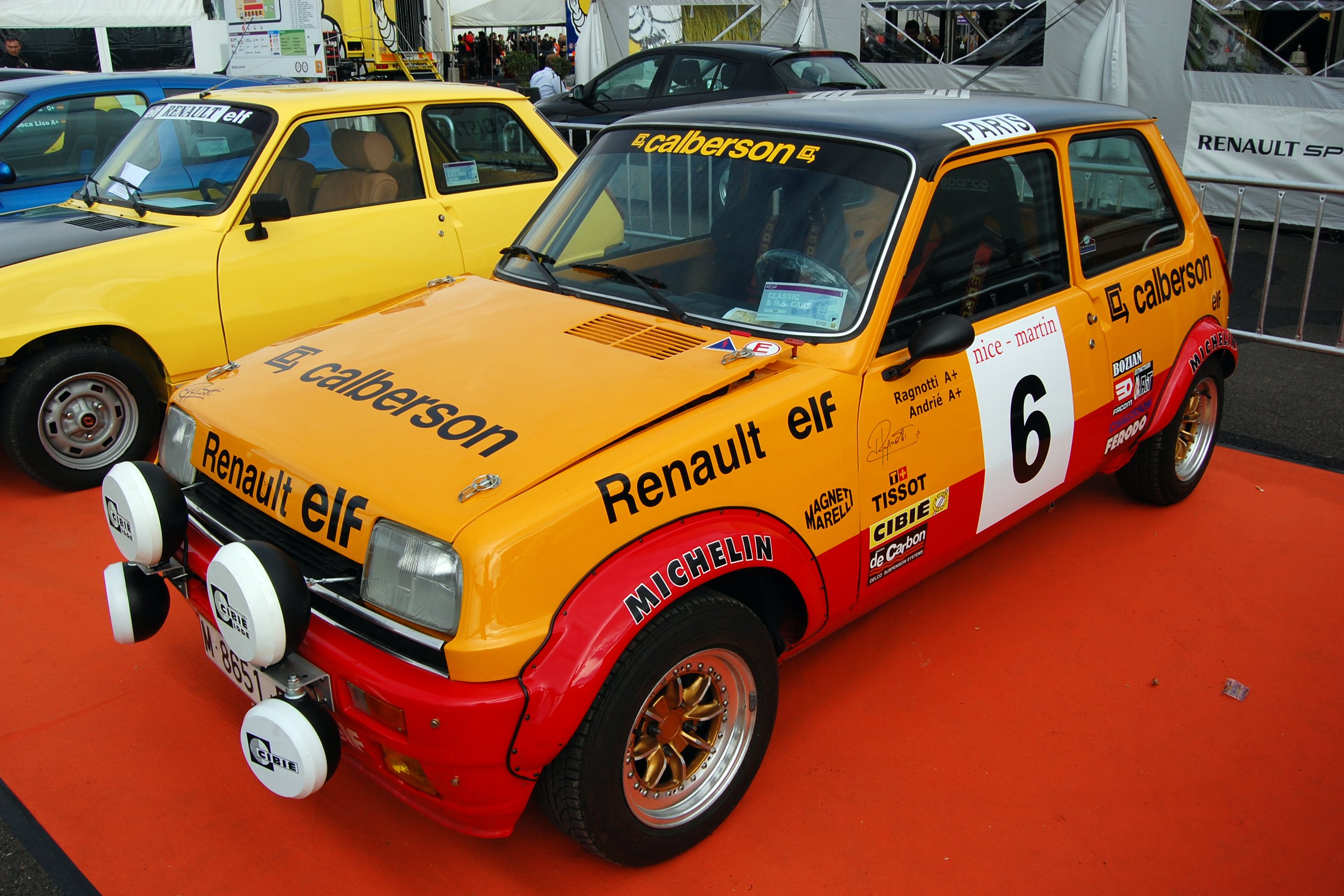
Les Renault 5 Alpine groupe 2 ont bien failli créer la surprise en 1978.

Comme l'année précédente, Renault Sport a engagé deux R5 Alpine groupe 2 (830 kg, traction, moteur quatre cylindres de 1400 cm3, deux carburateurs double corps, plus de 135 chevaux à 7200 tr/min, boîte cinq vitesses) pour Jean Ragnotti et Guy Fréquelin. Particulièrement efficaces dans la neige, ces voitures sont équipées de pneus Michelin. Bénéficiant de l'assistance de l'usine, Bruno Saby dispose quant à lui d'un modèle de l'année précédente, légèrement moins puissant.
- Volkswagen

Jean-Luc Thérier et Alain Coppier s'alignent sur des Golf groupe 2 engagées sous les couleurs des carburateurs Zenith.
La Golf S de Thérier délivre plus de 160 chevaux pour un poids de 775 kg, la GTI de Coppier étant un peu moins performante (140 chevaux). Les deux pilotes utilisent des pneus Michelin. La marque concourt aussi en catégorie Diesel, avec notamment Dany Snobeck, également sur Golf.

## Déroulement de la course

### Parcours de concentration
Les 233 équipages s'élancent d'une des neuf villes de départ (suivant l'itinéraire choisi) le samedi 20 janvier. Avec respectivement soixante-quatorze et soixante-dix concurrents, Paris et Monte-Carlo ont largement les plus plébiscitées. Copenhague, Francfort, Lausanne et Rome accueillent chacune une vingtaine de voitures, sept partant d'Almería et seulement quatre de Londres ou de Varsovie.
Les conditions de route ne présentent pas de difficulté majeure, la plupart des concurrents pouvant rallier Vals-les-Bains le dimanche soir sans incident notable. Blessé à l'épaule à la suite d'un accident durant les reconnaissances, Jean Ragnotti a le plus souvent pris la place du passager, laissant le volant de sa Renault 5 à son copilote Jean-Marc Andrié. Victime d'un début d'appendicite, Markku Alén (Fiat 131 Abarth) a également souffert durant ces 2300 kilomètres. Tous les pilotes de notoriété ont effectué le parcours dans le temps imparti, et seuls douze équipages (dont onze amateurs) ont été éliminés.

### Parcours de classement

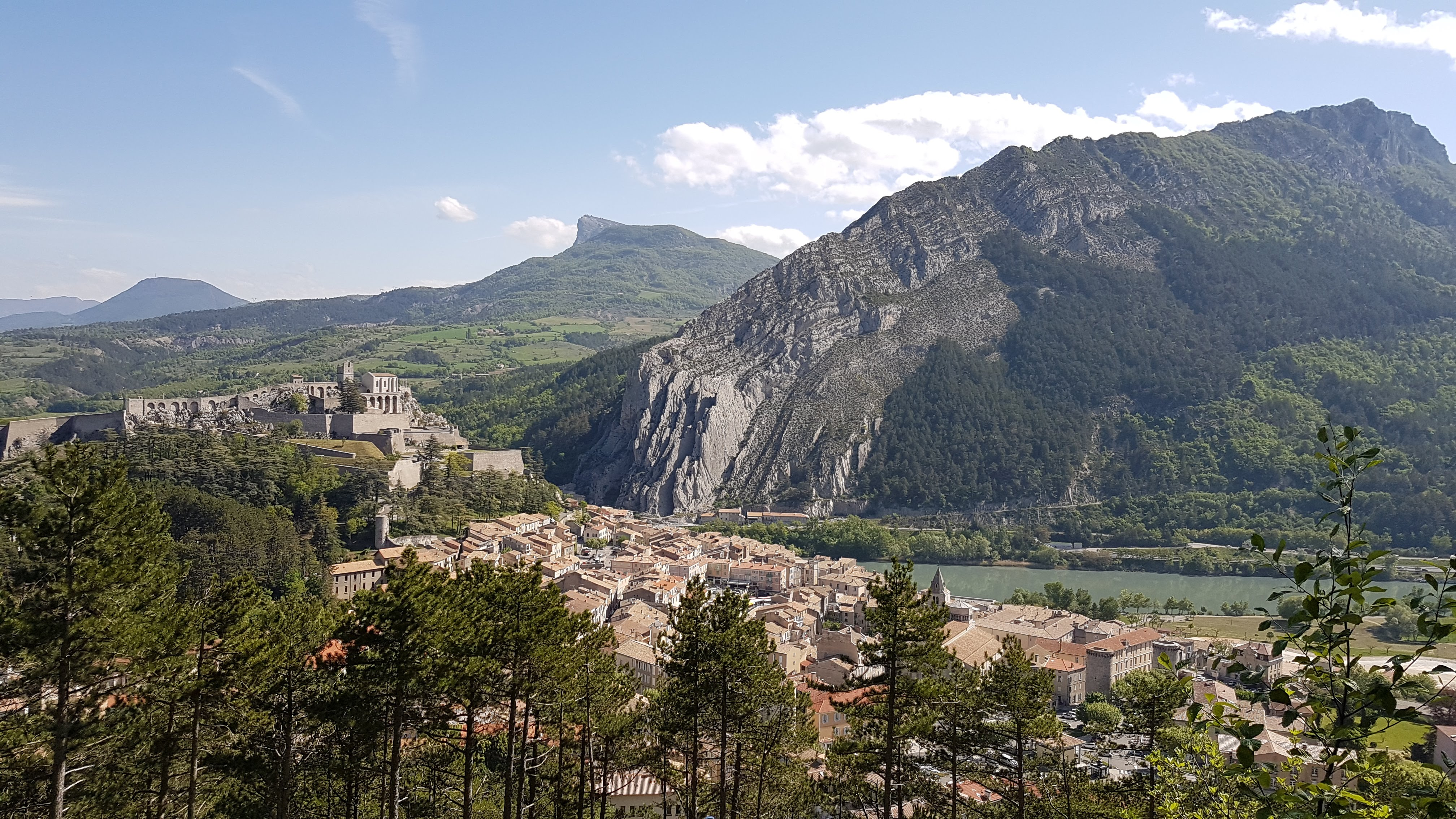
Sisteron, point de départ de la dernière épreuve spéciale du parcours de classement.

Les 221 concurrents s'élancent de Val-les-Bains le lundi, à partir de trois heures du matin. Les spéciales ardéchoises alternent route sèche, pluie, neige fondante et verglas et sont dominées par les Ford Escort d'Hannu Mikkola et Björn Waldegård. Parmi les favoris du groupe 2, Anders Kulläng a eu la malchance de déchaper à deux reprises dès le premier tronçon chronométré. Dans l'incapacité de réparer, il a dû se résoudre à l'abandon. Le dégel touche également les tronçons alpins. Mikkola et Waldegård se montrent à nouveau les plus rapides dans le secteur de Saint-Nazaire-le-Désert, au terme duquel ils comptent déjà près d'une minute d'avance sur Markku Alén, troisième au classement général. Dans la spéciale des Savoyons, Walter Röhrl parvient à battre les pilotes Ford, mais ceux-ci conservent une sérieuse marge au classement général, qu'ils consolident après Sisteron, Mikkola ralliant Monaco avec six secondes d'avance sur son coéquipier et près d'une minute et demie sur Alén et Röhrl. Jean-Claude Andruet, également sur Fiat, est un peu plus loin, devançant la Lancia Stratos de Bernard Darniche et la Porsche de Jean-Pierre Nicolas, ces deux derniers n’ayant pu exploiter totalement la puissance de leurs voitures, faute de pneus adaptés aux conditions très changeantes. Huitième, Guy Fréquelin positionne sa Renault 5 en tête du groupe 2, juste devant Jean-Luc Thérier (Volkswagen Golf), son principal adversaire dans cette catégorie. Outre sa blessure à l'épaule, Ragnotti a été retardé à plusieurs reprises par des problèmes de transmission, et se trouve très loin au classement général. Les Ford Fiesta, délicates à maîtriser sur le sec, ont également connu des problèmes de transmission ; Ari Vatanen a frisé la mise hors course ; il est relégué au-delà de la vingtième place, tout comme son coéquipier Roger Clark. Au total, 193 voitures ont rallié Monaco, mais seulement 192 sont en état de continuer.
| Pos. | Pilote              | Copilote              | Voiture               | Groupe | Temps           | Écart         |
| ---- | ------------------- | --------------------- | --------------------- | ------ | --------------- | ------------- |
| 1    | Hannu Mikkola       | Arne Hertz            | Ford Escort RS1800    | 4      | 1 h 46 min 00 s |               |
| 2    | Björn Waldegård     | Hans Thorszelius      | Ford Escort RS1800    | 4      | 1 h 46 min 07 s | + 7 s         |
| 3    | Markku Alén         | Ilkka Kivimäki        | Fiat 131 Abarth       | 4      | 1 h 47 min 24 s | + 1 min 24 s  |
| 4    | Walter Röhrl        | Christian Geistdörfer | Fiat 131 Abarth       | 4      | 1 h 47 min 27 s | + 1 min 27 s  |
| 5    | Jean-Claude Andruet | Chantal Liénard       | Fiat 131 Abarth       | 4      | 1 h 48 min 38 s | + 2 min 38 s  |
| 6    | Bernard Darniche    | Alain Mahé            | Lancia Stratos HF     | 4      | 1 h 49 min 07 s | + 3 min 07 s  |
| 7    | Jean-Pierre Nicolas | Jean Todt             | Porsche Carrera       | 4      | 1 h 49 min 40 s | + 3 min 40 s  |
| 8    | Guy Fréquelin       | Jacques Delaval       | Renault 5 Alpine      | 2      | 1 h 51 min 08 s | + 5 min 08 s  |
| 9    | Jean-Luc Thérier    | Michel Vial           | Volkswagen Golf S     | 2      | 1 h 52 min 09 s | + 6 min 09 s  |
| 10   | Fulvio Bacchelli    | Bruno Scabini         | Lancia Stratos HF     | 4      | 1 h 52 min 35 s | + 6 min 35 s  |
| 11   | Per Eklund          | Hans Sylvan           | Fiat Ritmo            | 2      | 1 h 53 min 09 s | + 7 min 09 s  |
| 12   | Michèle Mouton      | Françoise Conconi     | Fiat 131 Abarth       | 4      | 1 h 53 min 20 s | + 7 min 20 s  |
| 13   | Tony Carello        | Renato Meiohas        | Ford Escort RS1800    | 4      | 1 h 54 min 43 s | + 8 min 43 s  |
| 14   | Jacques Alméras     | Maurice Gélin         | Porsche Carrera       | 4      | 1 h 55 min 19 s | + 9 min 19 s  |
| 15   | Alain Coppier       | Robert Monrozier      | Volkswagen Golf GTI   | 2      | 1 h 55 min 25 s | + 9 min 25 s  |
| 16   | Attilio Bettega     | Maurizio Perissinot   | Fiat Ritmo            | 2      | 1 h 55 min 45 s | + 9 min 45 s  |
| 17   | Jean-Louis Clarr    | Dominique Mahuteaux   | Opel Kadett GT/E      | 1      | 1 h 55 min 46 s | + 9 min 46 s  |
| 18   | Guillaume Sanson    | Jean-Pierre Demaille  | Porsche 911 SC        | 4      | 1 h 55 min 54 s | + 9 min 54 s  |
| 19   | Klaus Fritzinger    | Günther Schons        | Toyota Celica 2000 GT | 2      | 1 h 56 min 43 s | + 10 min 43 s |
| 20   | Francis Serpaggi    | Dominique Subrini     | Opel Kadett GT/E      | 1      | 1 h 56 min 48 s | + 10 min 48 s |

### Parcours commun

#### Monaco - Gap
Après une nuit de repos, les 192 concurrents restant en course redémarrent de Monaco le mardi matin, à partir de huit heures. La première épreuve chronométrée part de Peïra-Cava. Avec une légère pluie, Les conditions sont bonnes pour cette 'petite montée' du col de Turini et permettent à Darniche d'exploiter toute la puissance de sa Lancia Stratos ; il réalise de loin le meilleur temps devant Röhrl et Waldegård. Le pilote français récidive dans la seconde spéciale du jour, profitant des portions sèches ou légèrement humides, mais il a dû se montrer très prudent sur la partie verglacée et les écarts globaux sont cette fois plus faibles. Après ces deux secteurs, les deux Ford Escort officielles restent nettement en tête, Mikkola devançant Waldegård de quinze secondes. Röhrl a dépassé son coéquipier Alén pour le gain de la troisième place, les deux pilotes Fiat naviguant à une minute et demie du leader. Handicapé par un moteur fonctionnant mal, Nicolas a effectué deux tête-à-queue dans le 'petit Turini' ; il a perdu plus de trois minutes et chuté à la neuvième place, derrière la Renault 5 de Fréquelin, toujours en tête du groupe 2. Les routes empruntées ensuite, après Digne, alternent neige fondue et verglas, redonnant l'avantage aux Ford qui disposent de pneus à clous Dunlop très efficaces dans ces conditions. Au regroupement de Gap, en fin d'après-midi, Mikkola et Waldegård, séparés d'une vingtaine de secondes, ont plus que doublé leur avance sur les deux Fiat officielles, maintenant talonnées par Darniche. Andruet, sixième, a perdu du temps à cause de mauvais choix de pneus. Auteur d'excellentes performances au volant de sa Volkswagen Golf, Thérier occupe la septième place et s'est emparé de la tête du groupe 2 au détriment de Fréquelin. Après une première étape émaillée de problèmes techniques, Ari Vatanen a également réalisé des prouesses avec sa Ford Fiesta et est revenu dans les vingt premiers du classement général.
| Pos. | Pilote              | Copilote              | Voiture            | Groupe | Temps           | Écart         |
| ---- | ------------------- | --------------------- | ------------------ | ------ | --------------- | ------------- |
| 1    | Hannu Mikkola       | Arne Hertz            | Ford Escort RS1800 | 4      | 3 h 00 min 28 s |               |
| 2    | Björn Waldegård     | Hans Thorszelius      | Ford Escort RS1800 | 4      | 3 h 00 min 47 s | + 19 s        |
| 3    | Walter Röhrl        | Christian Geistdörfer | Fiat 131 Abarth    | 4      | 3 h 02 min 51 s | + 2 min 23 s  |
| 4    | Markku Alén         | Ilkka Kivimäki        | Fiat 131 Abarth    | 4      | 3 h 03 min 15 s | + 2 min 47 s  |
| 5    | Bernard Darniche    | Alain Mahé            | Lancia Stratos HF  | 4      | 3 h 03 min 47 s | + 3 min 19 s  |
| 6    | Jean-Claude Andruet | Chantal Liénard       | Fiat 131 Abarth    | 4      | 3 h 05 min 03 s | + 4 min 35 s  |
| 7    | Jean-Luc Thérier    | Michel Vial           | Volkswagen Golf S  | 2      | 3 h 09 min 07 s | + 8 min 39 s  |
| 8    | Jean-Pierre Nicolas | Jean Todt             | Porsche Carrera    | 4      | 3 h 09 min 19 s | + 8 min 51 s  |
| 9    | Guy Fréquelin       | Jacques Delaval       | Renault 5 Alpine   | 2      | 3 h 09 min 57 s | + 9 min 29 s  |
| 10   | Fulvio Bacchelli    | Bruno Scabini         | Lancia Stratos HF  | 4      | 3 h 11 min 05 s | + 10 min 37 s |
| 11   | Michèle Mouton      | Françoise Conconi     | Fiat 131 Abarth    | 4      | 3 h 11 min 33 s | + 11 min 05 s |
| 12   | Per Eklund          | Hans Sylvan           | Fiat Ritmo         | 2      | 3 h 13 min 03 s | + 12 min 35 s |

#### Gap - Digne
Les 173 équipages restant en course repartent de Gap après une heure et demie de repos. Jusque Digne, toutes les épreuves vont se disputer de nuit. Les Ford continuent leur domination dans le secteur de Pont-du-Fossé, où Waldegård réduit son retard sur Mikkola à six secondes. Après s'être montré le plus rapide sur le circuit de glace de Serre Chevalier, Alén s'impose également dans le col du Lautaret et talonne désormais son coéquipier Röhrl ; pour trois secondes, Waldegård a repris l'avantage sur Mikkola. Une avalanche s'est produite un peu plus loin, entraînant l'annulation de la spéciale au départ de Saint-Barthélemy. Les concurrents rejoignent alors directement Saint-Michel-les-Portes, pour une spéciale de trente-sept kilomètres qui permet à Mikkola de reprendre la tête avec près d'une demi-minute d'avance. Röhrl a perdu du temps dans ce secteur et a perdu sa troisième place au profit d'Alén, qui compte alors plus de trois minutes de retard sur le leader. Auteur du deuxième temps, Andruet a repris la cinquième place à Darniche, toujours pénalisé par l'impossibilité de disposer de pneus parfaitement adaptés au dégel. Andruet parvient à battre Mikkola dans le secteur suivant de Saint-Jean-en-Royans, mais ce dernier, à mi-course, semble avoir la situation bien en mains : il compte alors quarante-cinq secondes d'avance sur son coéquipier Waldegård ; Alén et Röhrl sont à plus de quatre minutes, Andruet à plus de cinq ! Très régulière depuis le départ de Monaco, Michèle Mouton est remontée en neuvième position, derrière Darniche, Nicolas et Thérier, le pilote de la Golf étant toujours en tête du groupe 2. Il reste deux tronçons chronométrés avant la halte de Digne, sur une route s'asséchant progressivement. Les Ford s'imposent à nouveau et confortent leurs positions, le haut du classement restant inchangé. Au regroupement, Mikkola a porté son avance à cinquante-trois secondes. Tous relégués à plus de cinq minutes, les adversaires des pilotes Ford ont alors perdu tout espoir de victoire à la régulière, les Escort et leurs pneus Dunlop se jouant littéralement des conditions de route. Ayant perdu du temps dans le secteur de Saint-Nazaire-le-Désert, Thérier s'est fait dépasser par Mouton et Fréquelin, qui mène à nouveau en groupe 2.
| Pos. | Pilote              | Copilote              | Voiture            | Groupe | Temps           | Écart         |
| ---- | ------------------- | --------------------- | ------------------ | ------ | --------------- | ------------- |
| 1    | Hannu Mikkola       | Arne Hertz            | Ford Escort RS1800 | 4      | 4 h 56 min 06 s |               |
| 2    | Björn Waldegård     | Hans Thorszelius      | Ford Escort RS1800 | 4      | 4 h 56 min 59 s | + 53 s        |
| 3    | Markku Alén         | Ilkka Kivimäki        | Fiat 131 Abarth    | 4      | 5 h 01 min 29 s | + 5 min 23 s  |
| 4    | Walter Röhrl        | Christian Geistdörfer | Fiat 131 Abarth    | 4      | 5 h 01 min 43 s | + 5 min 37 s  |
| 5    | Jean-Claude Andruet | Chantal Liénard       | Fiat 131 Abarth    | 4      | 5 h 02 min 32 s | + 6 min 26 s  |
| 6    | Bernard Darniche    | Alain Mahé            | Lancia Stratos HF  | 4      | 5 h 03 min 32 s | + 7 min 26 s  |
| 7    | Jean-Pierre Nicolas | Jean Todt             | Porsche Carrera    | 4      | 5 h 09 min 56 s | + 13 min 50 s |
| 8    | Michèle Mouton      | Françoise Conconi     | Fiat 131 Abarth    | 4      | 5 h 12 min 21 s | + 16 min 15 s |
| 9    | Guy Fréquelin       | Jacques Delaval       | Renault 5 Alpine   | 2      | 5 h 12 min 43 s | + 16 min 37 s |
| 10   | Jean-Luc Thérier    | Michel Vial           | Volkswagen Golf S  | 2      | 5 h 12 min 48 s | + 16 min 42 s |
| 11   | Fulvio Bacchelli    | Bruno Scabini         | Lancia Stratos HF  | 4      | 5 h 13 min 29 s | + 17 min 23 s |
| 12   | Ari Vatanen         | David Richards        | Ford Fiesta 1600   | 2      | 5 h 19 min 57 s | + 23 min 51 s |

#### Digne - Monaco
Après une pause de quelques heures, les concurrents prennent la route de Monaco. Il reste trois épreuves spéciales à disputer sur cette journée de mercredi. Le dégel sévit toujours, accompagné de pluie. Dans le col de Corobin, les Fiat devancent les Ford, mais les écarts sont infimes parmi les premiers. Thérier a cependant repris la tête du groupe 2 à Fréquelin. Dans le secteur suivant, Mikkola est victime d'une crevaison à l'arrière et ne peut éviter une sortie de route. Il parvient néanmoins à repartir, accomplissant les derniers kilomètres jusque Bouyon sur la jante, mais il a perdu plus de deux minutes sur son coéquipier Waldegård, qui lui reprend la première place. Le Col Saint-Roch n'apporte pas de changement significatif et à l'issue de cette dernière spéciale du jour Waldegård rallie Monaco avec près d'une minute et demie d'avance sur Mikkola. Les deux Ford ont pris une sérieuse option sur la victoire finale, les Fiat d'Alén et Röhrl comptant plus de quatre minutes de retard, celle d'Andruet plus de cinq. Darniche, malgré une belle performance dans Saint-Roch, compte quant à lui plus de six minutes de retard et s'estime définitivement battu, Michelin n’étant jamais parvenu à lui fournir des pneus appropriés aux conditions rencontrées au cours des trois premières journées de course. Nicolas est dans la même situation, mais a en outre été souvent retardé par un moteur fonctionnant mal ; dernier vainqueur en date, il compte treize minutes de retard et ne peut plus espérer une place d'honneur à l'arrivée. Le groupe 2 est toujours dominé par Thérier, qui a profité des ennuis de Fréquelin en fin de parcours pour porter son avance à près d'une minute. Après avoir failli renoncer, Ragnotti a retrouvé la motivation une fois ses problèmes de direction résolus, et figure désormais à la vingtième place, ayant amorcé une belle remontée. Après une lutte serrée avec la Ford de Beauchef, Clarr et son Opel ont repris l'avantage en tourisme de série.
Quelques heures après l'arrivée des équipages au parc fermé, le classement va cependant être bouleversé : Mikkola écope d'une pénalité de cinq minutes pour n'avoir pas obtempéré aux ordres d'un gendarme après un dépassement dangereux sur le parcours de liaison. Il rétrograde à la cinquième place du classement général, hypothéquant ses chances de victoire.
| Pos. | Pilote              | Copilote              | Voiture            | Groupe | Temps           | Écart         |
| ---- | ------------------- | --------------------- | ------------------ | ------ | --------------- | ------------- |
| 1    | Björn Waldegård     | Hans Thorszelius      | Ford Escort RS1800 | 4      | 5 h 34 min 09 s |               |
| 2    | Markku Alén         | Ilkka Kivimäki        | Fiat 131 Abarth    | 4      | 5 h 38 min 26 s | + 4 min 17 s  |
| 3    | Walter Röhrl        | Christian Geistdörfer | Fiat 131 Abarth    | 4      | 5 h 38 min 35 s | + 4 min 26 s  |
| 4    | Jean-Claude Andruet | Chantal Liénard       | Fiat 131 Abarth    | 4      | 5 h 39 min 27 s | + 5 min 18 s  |
| 5    | Hannu Mikkola       | Arne Hertz            | Ford Escort RS1800 | 4      | 5 h 40 min 32 s | + 6 min 23 s  |
| 6    | Bernard Darniche    | Alain Mahé            | Lancia Stratos HF  | 4      | 5 h 40 min 36 s | + 6 min 27 s  |
| 7    | Jean-Pierre Nicolas | Jean Todt             | Porsche Carrera    | 4      | 5 h 47 min 11 s | + 13 min 02 s |
| 8    | Michèle Mouton      | Françoise Conconi     | Fiat 131 Abarth    | 4      | 5 h 49 min 54 s | + 15 min 45 s |
| 9    | Jean-Luc Thérier    | Michel Vial           | Volkswagen Golf S  | 2      | 5 h 50 min 47 s | + 16 min 38 s |
| 10   | Fulvio Bacchelli    | Bruno Scabini         | Lancia Stratos HF  | 4      | 5 h 51 min 43 s | + 17 min 34 s |
| 11   | Guy Fréquelin       | Jacques Delaval       | Renault 5 Alpine   | 2      | 5 h 51 min 44 s | + 17 min 35 s |
| 12   | Ari Vatanen         | David Richards        | Ford Fiesta 1600   | 2      | 5 h 59 min 01 s | + 24 min 52 s |
| 13   | Tony Carello        | Renato Meiohas        | Ford Escort RS1800 | 4      | 6 h 01 min 36 s | + 27 min 27 s |
| 14   | Per Eklund          | Hans Sylvan           | Fiat Ritmo         | 2      | 6 h 01 min 37 s | + 27 min 28 s |
| 15   | Jacques Alméras     | Maurice Gélin         | Porsche Carrera    | 4      | 6 h 04 min 02 s | + 29 min 53 s |
| 16   | Bruno Saby          | Michel Guégan         | Renault 5 Alpine   | 2      | 6 h 04 min 09 s | + 30 min 00 s |
| 17   | Jean-Louis Clarr    | Dominique Mahuteaux   | Opel Kadett GT/E   | 1      | 6 h 06 min 52 s | + 32 min 43 s |
| 18   | Alain Beauchef      | Jean-René Dubois      | Ford Escort RS2000 | 1      | 6 h 08 min 18 s | + 34 min 09 s |
| 19   | Roger Clark         | Jim Porter            | Ford Fiesta 1600   | 2      | 6 h 10 min 24 s | + 36 min 15 s |
| 20   | Jean Ragnotti       | Jean-Marc Andrié      | Renault 5 Alpine   | 2      | 6 h 11 min 15 s | + 37 min 06 s |

### Parcours final
Seuls les cent premiers équipages à l'issue du parcours commun sont autorisés à disputer le parcours final. À la suite de la défection de deux d'entre eux sur problèmes mécaniques, quatre-vingt-dix-huit voitures vont finalement participer à la dernière étape nocturne. En une journée, les conditions routières ont nettement évolué, la neige étant peu présente et les portions verglacées réduites. Dans le clan Michelin, Darniche fait le pari de partir avec des pneus 'Racing' retaillés, fournis en dernière minute par le manufacturier français. Les Fiat peuvent quant à elles disposer de pneus Pirelli Racing pour les secteurs non enneigés et de Racing légèrement cloutés pour les conditions plus difficiles. Malgré son avance, la situation de Waldegård n'est pas confortable : les pneus 'Racing' Dunlop n'étant pas très efficaces à basse température, sa meilleure option est d'utiliser des pneus à faible cloutage. 

#### Première boucle

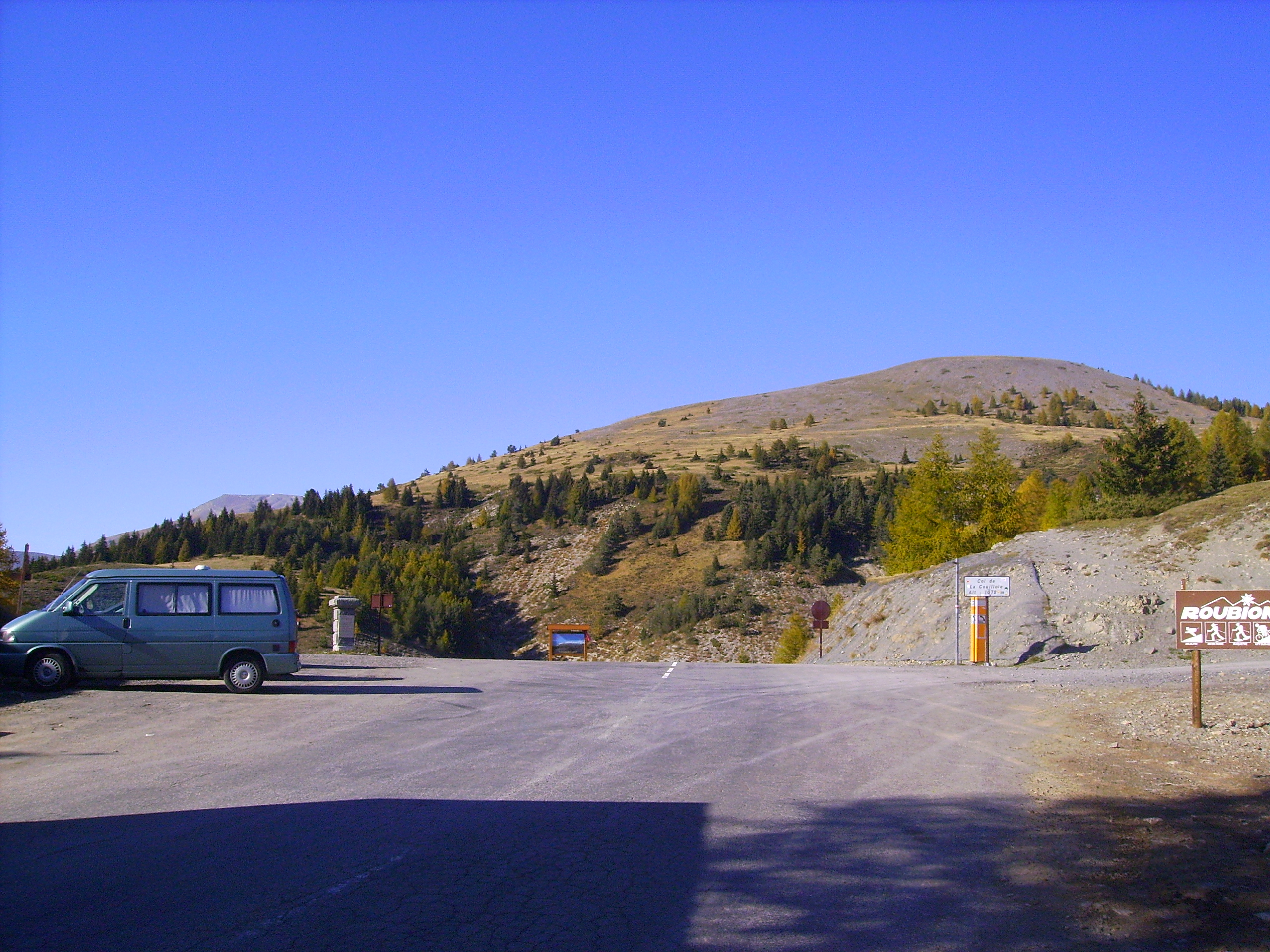
Le col de la Couillole, un des hauts-lieux du parcours final.

Les concurrents ont bénéficié d'une journée entière de repos lorsqu'ils s’élancent de Monaco le jeudi, peu après dix-huit heures, pour affronter les dix spéciales nocturnes (deux boucles de cinq). D'emblée, Darniche met en évidence la supériorité des pneus Michelin Racing retaillés. Bien que devant se montrer très prudent sur les parties verglacées, il peut attaquer au maximum sur les portions sèches et ce choix s'avère payant dès le col des Banquettes, où sur onze kilomètres le pilote français reprend plus de vingt secondes aux Ford, débordant Mikkola pour la cinquième place du classement général. Egalement équipé de pneus Michelin, Nicolas a réalisé le deuxième temps, mais le pilote marseillais a trop de retard sur les six voitures qui le précèdent pour espérer regagner des places à la régulière. Thérier a perdu énormément de temps pour réparer un câble d'accélérateur cassé et n'a pu pointer dans les délais ; mis hors course, il cède le commandement du groupe 2 à Fréquelin, qui dispose d'une très confortable avance sur Vatanen. Dans le Turini, Darniche écrase une nouvelle fois la concurrence, emmenée par la Fiat de Röhrl, ce dernier débordant son coéquipier Alén au classement provisoire. Waldegård, qui donne pourtant le maximum, a une nouvelle fois concédé près de deux secondes au kilomètres au pilote Lancia. À ce stade de la course, le Suédois compte encore près de quatre minutes d'avance sur la première Fiat, mais craint surtout un retour de Darniche, qui a réduit son retard à cinq minutes et vingt-trois secondes alors qu'il reste encore cent-quarante kilomètres chronométrés avant l'arrivée. Dans le col de la Couillole, Darniche frappe très fort et reprend cinquante-deux secondes au leader, en seulement vingt-et-un kilomètres. Il a réduit son retard à quatre minutes et demie et a dépossédé Andruet de sa quatrième place. Presque aussi rapide, Röhrl a quant à lui repris quarante-six secondes à la première Ford. Après Villars-sur-Var, où il reprend plus de cinquante secondes aux Ford en treize kilomètres (!), Darniche est sur les talons d'Alén. Il s'empare de la troisième place dans le secteur de Saint-Roch, s'étant montré le plus rapide dans toutes les spéciales de cette première boucle. Au regroupement du parc fermé de Monaco, les jeux sont loin d'être faits : Waldegård conserve encore plus de deux minutes et demie d'avance sur Röhrl et trois minutes quinze secondes sur Darniche, qui s'avère le plus menaçant. Il va devoir s'employer à fond pour na pas concéder plus de deux secondes au kilomètre au pilote Lancia pour garder l'avantage à l'arrivée.
| Pos. | Pilote              | Copilote              | Voiture            | Groupe | Temps           | Écart         |
| ---- | ------------------- | --------------------- | ------------------ | ------ | --------------- | ------------- |
| 1    | Björn Waldegård     | Hans Thorszelius      | Ford Escort RS1800 | 4      | 6 h 45 min 41 s |               |
| 2    | Walter Röhrl        | Christian Geistdörfer | Fiat 131 Abarth    | 4      | 6 h 48 min 14 s | + 2 min 33 s  |
| 3    | Bernard Darniche    | Alain Mahé            | Lancia Stratos HF  | 4      | 6 h 48 min 56 s | + 3 min 15 s  |
| 4    | Markku Alén         | Ilkka Kivimäki        | Fiat 131 Abarth    | 4      | 6 h 49 min 07 s | + 3 min 26 s  |
| 5    | Jean-Claude Andruet | Chantal Liénard       | Fiat 131 Abarth    | 4      | 6 h 50 min 25 s | + 4 min 44 s  |
| 6    | Hannu Mikkola       | Arne Hertz            | Ford Escort RS1800 | 4      | 6 h 52 min 18 s | + 6 min 37 s  |
| 7    | Jean-Pierre Nicolas | Jean Todt             | Porsche Carrera    | 4      | 6 h 57 min 04 s | + 11 min 23 s |
| 8    | Michèle Mouton      | Françoise Conconi     | Fiat 131 Abarth    | 4      | 7 h 02 min 24 s | + 16 min 43 s |
| 9    | Fulvio Bacchelli    | Bruno Scabini         | Lancia Stratos HF  | 4      | 7 h 05 min 00 s | + 19 min 19 s |
| 10   | Guy Fréquelin       | Jacques Delaval       | Renault 5 Alpine   | 2      |                 |               |

#### Deuxième boucle

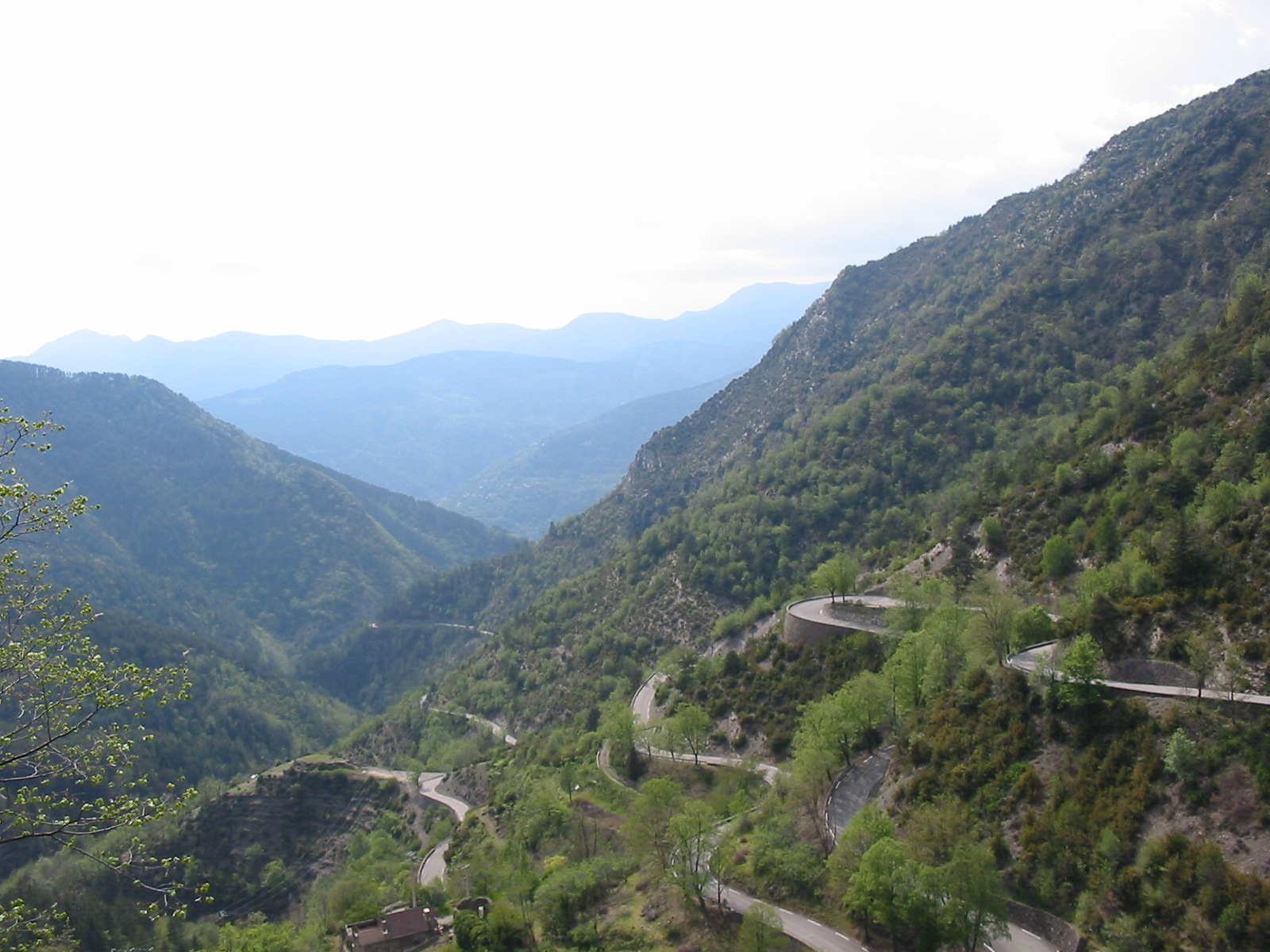
La course s'est dénouée dans le dernier passage du col de Turini, à l'issue du parcours final.

Peu après minuit et demi, après une très courte pose, les équipages entament leur deuxième boucle. Sans surprise, Darniche est le plus rapide dans le col des Banquettes, puis dans le second passage du Turini où pour une seconde il dépossède Röhrl de sa seconde place. Il reste toutefois sceptique quant à ses chances de victoire, car Waldegård se défend le mieux possible et compte encore plus de deux minutes d'avance alors qu'il ne reste que cinquante-cinq kilomètres chronométrés. Darniche reprend encore trente-quatre secondes dans le col de la Couillole, réduisant son retard à une minute et demie. Sauf incident, il lui est désormais impossible de rattraper la Ford de tête. Tout bascule cependant après Villars : au terme de cette avant-dernière épreuve spéciale de treize kilomètres, Darniche a repris une minute et seize secondes à son rival ! Waldegård n'a cependant commis aucune erreur : en fin de parcours, à la sortie d'un virage à gauche, il s'est retrouvé face à deux grosses pierres placées (probablement par malveillance) au milieu de la chaussée. Le champion suédois a bien tenté de les contourner en serrant le fossé mais n'a pu éviter d'en toucher une qui s'est coincée dans l'aile. Malgré une intervention rapide de son copilote Hans Thorszelius pour la dégager, l'équipage suédois a injustement perdu une demi-minute et une grosse partie de son avance, réduite à quinze secondes. La victoire va donc se jouer dans le dernier passage du Turini. Pour rattraper son retard, Darniche doit reprendre trois quarts de seconde au kilomètre à son adversaire, une performance largement à la portée du pilote Lancia qui avec ses pneus retaillés s'est montré en moyenne deux secondes plus rapide sur cette dernière étape. De fait, Waldegård (équipé cette fois de pneus 'Racing') a beau prendre tous les risques dans le dernier secteur, améliorant de plus d'une demi-minute le temps de son précédent passage, il concède vingt-et-une secondes à Darniche et pour six secondes lui abandonne la première place. Darniche rallie Monaco en vainqueur, ovationné par la foule pour sa superbe remontée ; son attaque permanente et son pari sur le choix des pneumatiques lui ont permis de remporter les dix épreuves spéciales de cette dernière étape. Battu d'un rien, Waldegård est également acclamé par le public. Alors qu'il avait pris l'ascendant sur ses coéquipiers, Röhrl n'a pu rejoindre l'arrivée, ayant cassé son moteur dans les tout derniers kilomètres. Alén lui succède à la troisième place, devant Andruet et Mikkola. Septième derrière Nicolas, Michèle Mouton remporte sa quatrième Coupe des Dames. Sans adversaire depuis l'abandon de Thérier, Fréquelin s'impose largement en groupe 2, devant Vatanen et Ragnotti, auteur d'une courageuse remontée. Après les ennuis mécaniques rencontrés par Beauchef le dernier jour, Clarr remporte aisément la victoire en tourisme de série.

### Classements intermédiaires
Classements intermédiaires des pilotes après chaque épreuve spéciale

### Classement général

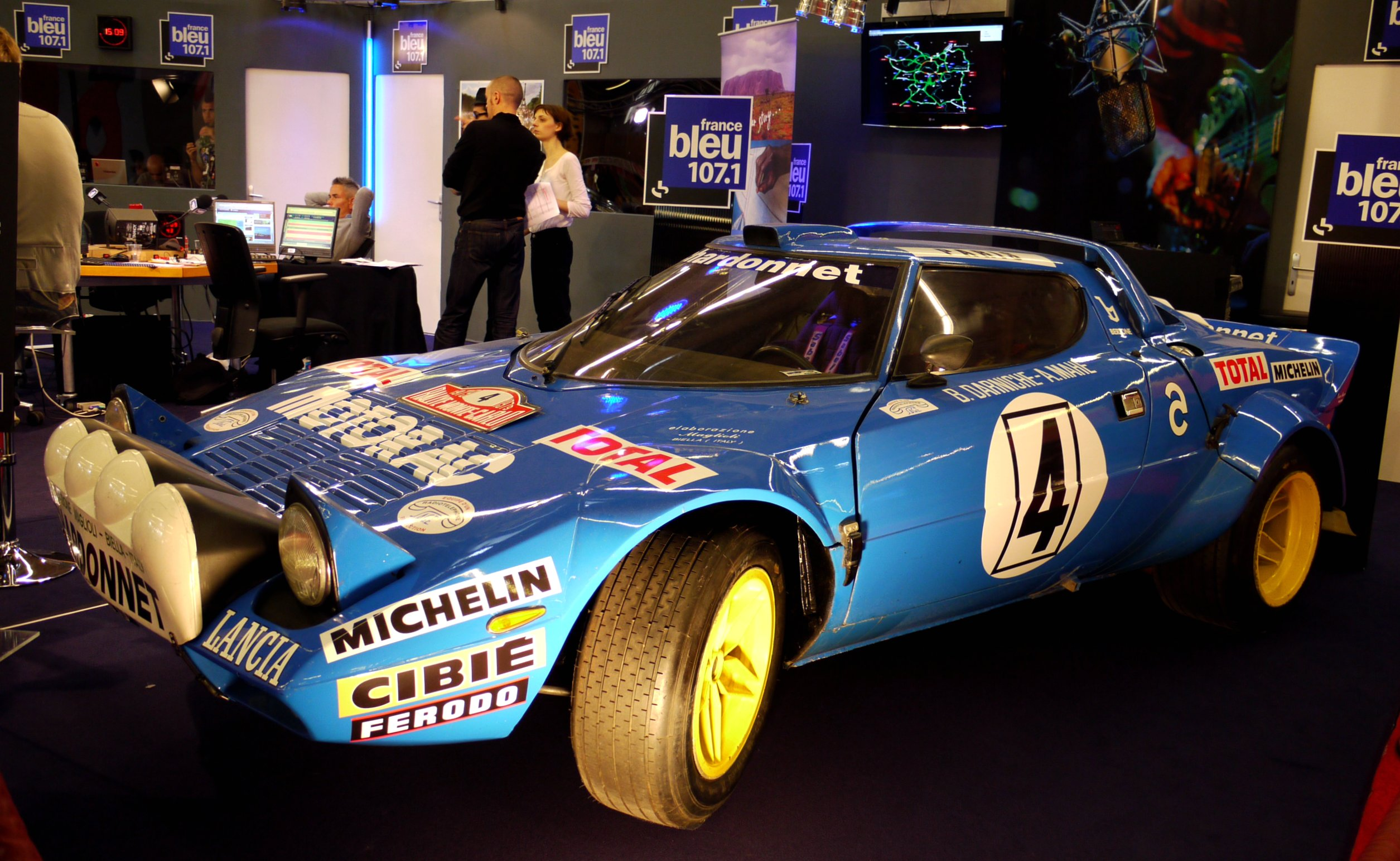
La Lancia Stratos de Darniche, victorieuse au terme d'une spectaculaire remontée.

| Pos | No | Pilote              | Copilote          | Voiture            | Temps           | Écart         | Groupe |
| --- | -- | ------------------- | ----------------- | ------------------ | --------------- | ------------- | ------ |
| 1   | 4  | Bernard Darniche    | Alain Mahé        | Lancia Stratos HF  | 8 h 13 min 38 s |               | 4      |
| 2   | 2  | Björn Waldegård     | Hans Thorszelius  | Ford Escort RS1800 | 8 h 13 min 44 s | + 6 s         | 4      |
| 3   | 3  | Markku Alén         | Ilkka Kivimäki    | Fiat 131 Abarth    | 8 h 17 min 47 s | + 4 min 09 s  | 4      |
| 4   | 9  | Jean-Claude Andruet | Chantal Liénard   | Fiat 131 Abarth    | 8 h 19 min 20 s | + 5 min 42 s  | 4      |
| 5   | 5  | Hannu Mikkola       | Arne Hertz        | Ford Escort RS1800 | 8 h 23 min 07 s | + 9 min 29 s  | 4      |
| 6   | 1  | Jean-Pierre Nicolas | Jean Todt         | Porsche Carrera    | 8 h 26 min 37 s | + 12 min 59 s | 4      |
| 7   | 12 | Michèle Mouton      | Françoise Conconi | Fiat 131 Abarth    | 8 h 34 min 44 s | + 21 min 06 s | 4      |
| 8   | 16 | Guy Fréquelin       | Jacques Delaval   | Renault 5 Alpine   | 8 h 44 min 27 s | + 30 min 49 s | 2      |
| 9   | 36 | Jacques Alméras     | Maurice Gélin     | Porsche Carrera    | 8 h 49 min 52 s | + 36 min 14 s | 4      |
| 10  | 17 | Ari Vatanen         | David Richards    | Ford Fiesta 1600   | 8 h 50 min 15 s | + 36 min 37 s | 2      |

### Classements par groupe

#### Groupe 1
| Pos | no | Pilote           | Copilote            | Voiture            | Temps           | Écart         | Class. général        |
| --- | -- | ---------------- | ------------------- | ------------------ | --------------- | ------------- | --------------------- |
| 1   | 26 | Jean-Louis Clarr | Dominique Mahuteaux | Opel Kadett GT/E   | 8 h 59 min 45 s |               | 12e à 46 min 07 s     |
| 2   | 41 | Francis Serpaggi | Dominique Subrini   | Opel Kadett GT/E   | 9 h 16 min 52 s | + 17 min 07 s | 15e à 1 h 03 min 14 s |
| 3   | 30 | Bernard Béguin   | Philippe Ozoud      | Ford Escort RS2000 | 9 h 17 min 36 s | + 17 min 51 s | 16e à 1 h 03 min 58 s |

#### Groupe 2
| Pos | no | Pilote        | Copilote         | Voiture          | Temps           | Écart         | Class. général    |
| --- | -- | ------------- | ---------------- | ---------------- | --------------- | ------------- | ----------------- |
| 1   | 16 | Guy Fréquelin | Jacques Delaval  | Renault 5 Alpine | 8 h 44 min 27 s |               | 8e à 30 min 49 s  |
| 2   | 17 | Ari Vatanen   | David Richards   | Ford Fiesta 1600 | 8 h 50 min 15 s | + 5 min 48 s  | 10e à 36 min 37 s |
| 3   | 11 | Jean Ragnotti | Jean-Marc Andrié | Renault 5 Alpine | 8 h 56 min 53 s | + 12 min 26 s | 11e à 43 min 15 s |

#### Groupe 3
| Pos | no  | Pilote        | Copilote         | Voiture            | Temps           | Écart        | Class. général        |
| --- | --- | ------------- | ---------------- | ------------------ | --------------- | ------------ | --------------------- |
| 1   | 38  | Gérard Swaton | Martine Cordesse | Porsche Carrera RS | 9 h 17 min 44 s |              | 17e à 1 h 04 min 06 s |
| 2   | 80  | José Grindou  | Alain Ferrari    | Porsche Carrera RS | 9 h 20 min 49 s | + 3 min 05 s | 19e à 1 h 07 min 11 s |
| 3   | 139 | Pierre Bos    | Frédéric Schmit  | Porsche Carrera RS | 9 h 24 min 17 s | + 6 min 33 s | 22e à 1 h 10 min 39 s |

#### Groupe 4
| Pos | no | Pilote           | Copilote         | Voiture            | Temps           | Écart        | Class. général   |
| --- | -- | ---------------- | ---------------- | ------------------ | --------------- | ------------ | ---------------- |
| 1   | 4  | Bernard Darniche | Alain Mahé       | Lancia Stratos HF  | 8 h 13 min 38 s |              | Vainqueur absolu |
| 2   | 2  | Björn Waldegård  | Hans Thorszelius | Ford Escort RS1800 | 8 h 13 min 44 s | + 6 s        | 2e à 6 s         |
| 3   | 3  | Markku Alén      | Ilkka Kivimäki   | Fiat 131 Abarth    | 8 h 17 min 47 s | + 4 min 09 s | 3e à 4 min 09 s  |

### Hommes de tête
- ES1 :  Hannu Mikkola -  Arne Hertz (Ford Escort RS1800)
- ES2:  Hannu Mikkola -  Arne Hertz (Ford Escort RS1800) &  Björn Waldegård -  Hans Thorszelius (Ford Escort RS1800)
- ES3 :  Hannu Mikkola -  Arne Hertz (Ford Escort RS1800)
- ES4 :  Björn Waldegård -  Hans Thorszelius (Ford Escort RS1800)
- ES5 à ES11 :  Hannu Mikkola -  Arne Hertz (Ford Escort RS1800)
- ES12 à ES13 :  Björn Waldegård -  Hans Thorszelius (Ford Escort RS1800)
- ES14 à ES18 :  Hannu Mikkola -  Arne Hertz (Ford Escort RS1800)
- ES19 à ES29 :  Björn Waldegård -  Hans Thorszelius (Ford Escort RS1800)
- ES30 :  Bernard Darniche -  Alain Mahé (Lancia Stratos HF)

### Vainqueurs d'épreuves spéciales
- Bernard Darniche -  Alain Mahé (Lancia Stratos HF) : 13 spéciales (ES 6, 7, 20 à 30)
- Hannu Mikkola -  Arne Hertz (Ford Escort RS1800) : 8 spéciales (ES 1, 3, 5, 8, 9, 14, 16, 17)
- Björn Waldegård -  Hans Thorszelius (Ford Escort RS1800) : 3 spéciales (ES 2, 10, 17)
- Markku Alén -  Ilkka Kivimäki (Fiat 131 Abarth) : 3 spéciales (ES 11, 12, 18)
- Walter Röhrl -  Christian Geistdörfer (Fiat 131 Abarth) : 2 spéciales (ES 4, 19)
- Jean-Claude Andruet -  Chantal Liénard (Fiat 131 Abarth) : 1 spéciale (ES 15)

## Résultats des principaux engagés
| No  | Pilote              | Copilote              | Voiture                | Groupe | Classement général                                            | Class. groupe |
| --- | ------------------- | --------------------- | ---------------------- | ------ | ------------------------------------------------------------- | ------------- |
| 1   | Jean-Pierre Nicolas | Jean Todt             | Porsche Carrera        | 4      | 6e à 12 min 59 s                                              | 6e            |
| 2   | Björn Waldegård     | Hans Thorszelius      | Ford Escort RS1800     | 4      | 2e à 6 s                                                      | 2e            |
| 3   | Markku Alén         | Ilkka Kivimäki        | Fiat 131 Abarth        | 4      | 3e à 4 min 09 s                                               | 3e            |
| 4   | Bernard Darniche    | Alain Mahé            | Lancia Stratos HF      | 4      | 1er                                                           | 1er           |
| 5   | Hannu Mikkola       | Arne Hertz            | Ford Escort RS1800     | 4      | 5e à 9 min 29 s                                               | 5e            |
| 6   | Fulvio Bacchelli    | Bruno Scabini         | Lancia Stratos HF      | 4      | ab. dans la 26e spéciale (sortie de route) - classé 88e       | -             |
| 7   | Per Eklund          | Hans Sylvan           | Fiat Ritmo             | 2      | ab. dans la 26e spéciale (surchauffe moteur) - classé 89e     | -             |
| 8   | Tony Carello        | Renato Meiohas        | Ford Escort RS1800     | 4      | ab. après la 30e spéciale (perte d'une roue) - classé 84e     | -             |
| 9   | Jean-Claude Andruet | Chantal Liénard       | Fiat 131 Abarth        | 4      | 4e à 5 min 42 s                                               | 4e            |
| 10  | Anders Kulläng      | Bob de Jong           | Opel Kadett GT/E       | 2      | ab. dans la 1re spéciale (déchapage)                          | -             |
| 11  | Jean Ragnotti       | Jean-Marc Andrié      | Renault 5 Alpine       | 2      | 11e à 43 min 15 s                                             | 3e            |
| 12  | Michèle Mouton      | Françoise Conconi     | Fiat 131 Abarth        | 4      | 7e à 21 min 06 s                                              | 7e            |
| 14  | Walter Röhrl        | Christian Geistdörfer | Fiat 131 Abarth        | 4      | ab. dans la 30e spéciale (moteur) - classé 83e                | -             |
| 15  | Roger Clark         | Jim Porter            | Ford Fiesta 1600       | 2      | 13e à 49 min 34 s                                             | 4e            |
| 16  | Guy Fréquelin       | Jacques Delaval       | Renault 5 Alpine       | 2      | 8e à 30 min 49 s                                              | 1er           |
| 17  | Ari Vatanen         | David Richards        | Ford Fiesta 1600       | 2      | 10e à 36 min 37 s                                             | 2e            |
| 18  | Francis Vincent     | Francis Calvier       | Alfa Romeo Alfasud TI  | 2      | 26e à 1 h 16 min 36 s                                         | 7e            |
| 19  | Jean-Luc Thérier    | Michel Vial           | Volkswagen Golf S      | 2      | ab. après la 21e spéciale (câble d'accélérateur) - classé 97e | -             |
| 20  | Attilio Bettega     | Maurizio Perissinot   | Fiat Ritmo             | 2      | ab. dans la 8e spéciale (moteur)                              | -             |
| 21  | Achim Warmbold      | Philippe Alessandrini | Citroën CX 2500 Diesel | 1      | ab. après la 19e spéciale (exclusion)                         | -             |
| 23  | Alain Beauchef      | Jean-René Dubois      | Ford Escort RS2000     | 1      | 21e à 1 h 08 min 40 s                                         | 4e            |
| 26  | Jean-Louis Clarr    | Dominique Mahuteaux   | Opel Kadett GT/E       | 1      | 12e à 46 min 07 s                                             | 1er           |
| 28  | Bruno Saby          | Michel Guégan         | Renault 5 Alpine       | 2      | ab. dans la 24e spéciale (arbre à cames) - classé 94e         |               |
| 30  | Bernard Béguin      | Philippe Ozoud        | Ford Escort RS2000     | 1      | 16e à 1 h 03 min 58 s                                         | 3e            |
| 31  | Salvador Servià     | Alex Brustenga        | Fiat 131 Abarth        | 4      | ab. dans le parcours commun (direction)                       | -             |
| 32  | Alain Coppier       | Robert Monrozier      | Volkswagen Golf GTI    | 2      | ab. dans la 18e spéciale (bielle coulée)                      | -             |
| 36  | Jacques Alméras     | Maurice Gélin         | Porsche Carrera        | 4      | 9e à 36 min 14 s                                              | 8e            |
| 38  | Gérard Swaton       | Martine Cordesse      | Porsche Carrera RS     | 3      | 17e à 1 h 04 min 06 s                                         | 1er           |
| 40  | Jürgen Barth        | Roland Kussamul       | Porsche 924            | 4      | 20e à 1 h 07 min 47 s                                         | 9e            |
| 41  | Francis Serpaggi    | Dominique Subrini     | Opel Kadett GT/E       | 1      | 15e à 1 h 03 min 14 s                                         | 2e            |
| 42  | Dany Snobeck        | Christian Delferier   | Volkswagen Golf Diesel | 2      | 50e à 1 h 38 min 07 s                                         | 1er Diesel    |
| 43  | Billy Coleman       | Martin Holmes         | Porsche Carrera        | 3      | 30e à 1 h 18 min 12 s                                         | 5e            |
| 53  | Jacques Panciatici  | Andrée Tabet          | Renault 5 Alpine       | 2      | 18e à 1 h 06 min 27 s                                         | 6e            |
| 58  | Klaus Fritzinger    | Günther Schons        | Toyota Celica 2000 GT  | 2      | 14e à 57 min 55 s                                             | 5e            |
| 80  | José Grindou        | Alain Ferrari         | Porsche Carrera RS     | 3      | 19e à 1 h 07 min 11 s                                         | 2e            |
| 98  | Jean-Pierre Ballet  | Robert Michel         | Porsche Carrera        | 3      | 25e à 1 h 16 min 24 s                                         | 4e            |
| 113 | Guillaume Sanson    | Jean-Pierre Demaille  | Porsche 911 SC         | 4      | ab. dans le parcours commun                                   | -             |
| 139 | Pierre Bos          | Frédéric Schmit       | Porsche Carrera RS     | 3      | 22e à 1 h 10 min 39 s                                         | 3e            |

## Classements des championnats à l'issue de la course

### Constructeurs
- attribution des points : 10, 9, 8, 7, 6, 5, 4, 3, 2, 1 respectivement aux dix premières marques de chaque épreuve, additionnés de 8, 7, 6, 5, 4, 3, 2, 1 respectivement aux huit premières de chaque groupe (seule la voiture la mieux classée de chaque constructeur marque des points). Les points de groupe ne sont attribués qu'aux concurrents ayant terminé dans les dix premiers au classement général.
- seuls les sept meilleurs résultats (sur douze épreuves) sont retenus pour le décompte final des points.

| Pos. | Marque  | Points | M-C  | SUE | POR | SAF | ACR | NZL | FIN | QUE | SAN | COR | RAC | BAN |
| ---- | ------- | ------ | ---- | --- | --- | --- | --- | --- | --- | --- | --- | --- | --- | --- |
| 1    | Lancia  | 18     | 10+8 |     |     |     |     |     |     |     |     |     |     |     |
| 2    | Ford    | 16     | 9+7  |     |     |     |     |     |     |     |     |     |     |     |
| 3    | Fiat    | 14     | 8+6  |     |     |     |     |     |     |     |     |     |     |     |
| 4    | Renault | 11     | 3+8  |     |     |     |     |     |     |     |     |     |     |     |
| 5    | Porsche | 8      | 5+3  |     |     |     |     |     |     |     |     |     |     |     |

### Pilotes
- attribution des points : 20, 15, 12, 10, 8, 6, 4, 3, 2, 1 respectivement aux dix premiers de chaque épreuve.
- seuls les sept meilleurs résultats (sur douze épreuves) sont retenus pour le décompte final des points.

| Pos. | Pilote              | Marque  | Points | M-C | SUE | POR | SAF | ACR | NZL | FIN | QUE | SAN | COR | RAC | BAN |
| ---- | ------------------- | ------- | ------ | --- | --- | --- | --- | --- | --- | --- | --- | --- | --- | --- | --- |
| 1    | Bernard Darniche    | Lancia  | 20     | 20  |     |     |     |     |     |     |     |     |     |     |     |
| 2    | Björn Waldegård     | Ford    | 15     | 15  |     |     |     |     |     |     |     |     |     |     |     |
| 3    | Markku Alén         | Fiat    | 12     | 12  |     |     |     |     |     |     |     |     |     |     |     |
| 4    | Jean-Claude Andruet | Fiat    | 10     | 10  |     |     |     |     |     |     |     |     |     |     |     |
| 5    | Hannu Mikkola       | Ford    | 8      | 8   |     |     |     |     |     |     |     |     |     |     |     |
| 6    | Jean-Pierre Nicolas | Porsche | 6      | 6   |     |     |     |     |     |     |     |     |     |     |     |
| 7    | Michèle Mouton      | Fiat    | 4      | 4   |     |     |     |     |     |     |     |     |     |     |     |
| 8    | Guy Fréquelin       | Renault | 3      | 3   |     |     |     |     |     |     |     |     |     |     |     |
| 9    | Jacques Alméras     | Porsche | 2      | 2   |     |     |     |     |     |     |     |     |     |     |     |
| 10   | Ari Vatanen         | Ford    | 1      | 1   |     |     |     |     |     |     |     |     |     |     |     |